# Спортивный комплекс зимних видов спорта (Ашхабад)
Спортивный комплекс зимних видов спорта (туркм. Gyşky görnüşleri boýunça sport toplumy) — крытое спортивное сооружение, расположенное в Ашхабаде на пересечении улиц Ататюрка и Огузхана. Одна из крупнейших хоккейных арен СНГ.

## История
Строительство нового Ледового дворца началось в 2009 году. Президент Туркменистана Гурбангулы Бердымухамедов подписал соответствующий контракт на сумму 134,4 млн евро с турецкой компанией «Полимекс». Арена, на пересечении улиц Ататюрка и Огузхана, вмещает 10 тысяч зрителей. Во комплексе разместились тренировочные залы, места для отдыха спортсменов и зрителей, кафе и другие объекты. Общая площадь нового спортивного сооружения составляет 107 тысяч квадратных метров. В центре дворца разместилась ледовая арена размером 60 на 30 метров. Строительство закончилось в октябре 2011. Официальное открытие состоялось 19 числа, того же месяца и было приурочено к 20-летию Независимости Туркменистана. В открытии приняли участие российские хоккейные команды «Спутник» (Альметьевск) и «Барс» (Казань), а также «Подгале» (Новы Тарг, Польша) и «Марибор» (Словения), они приняли участие в международном турнире посвященном Дню Независимости Туркменистана.

## Основные характеристики комплекса
- Дата строительства 2009 — октябрь 2011.
- Площадь объекта — 107 тыс. кв. м.
- Количество зрительных мест — 10 тыс. человек.
- Ледовая арена — 60х30 метров.
- Учебный корпус спортивной школы.
- Общежитие на 300 человек.

## Крупнейшие мероприятия
- 4—7 апреля 2012 года — Кубок Президента Туркменистана по хоккею среди юношей[4][5].
- 27 января 2012 года — Концерт Таркана и Рувейды Аттиех[6].
- 11—16 февраля 2013 года — Первый Кубок Президента Туркменистана по хоккею среди юниоров до 17 лет[7].
- 12 декабря 2013 года — Концерт Зары, Нэнси Аджрам и Мурата Боза[8].
- 16-19 декабря 2014 года — Концерты Нюши, Сергея Лазарева, Дениз Атийе, Рафет Эль Роман, Хайфа Вахби[9].